# ゴデチア
ゴデチア（英語: Godetia、Clarkia amoena）は、アカバナ科の耐寒性または半耐寒性の一年草で日本では園芸植物。別名にイロマツヨイグサ、タイリンマツヨイグサ。アメリカ合衆国の西海岸、特にカリフォルニア州に多く自生している。草丈は50-80cmだが、花壇・鉢植え用に改良された矮性種もある。葉は楕円形だが小さい。5月頃に、花径3-5cmくらいの赤や紅、ピンク、白、サーモンピンクなどの4弁花を多数開く。一日花で、開花期も比較的短いが、開花期には一面が花で覆われる。花壇植えの他、切り花にも用いられる。
種まきは10月上旬頃。直根性で、大きくなると苗の移植ができないので、浅鉢にまいて、本葉が2枚くらいのうちに定植するか、直まきにする。